# Sayuri Ōsuga
Sayuri Ōsuga (jap. 大菅小百合 Ōsuga Sayuri; ur. 27 października 1980 w Shibetsu) – japońska łyżwiarka szybka i kolarka torowa, brązowa medalistka mistrzostw świata i zdobywczyni Pucharu Świata w łyżwiarstwie szybkim oraz srebrna medalistka igrzysk azjatyckich w kolarstwie torowym.

## Kariera

### Łyżwiarstwo
Pierwsze sukcesy w karierze Sayuri Ōsuga osiągnęła w sezonie 2002/2003, kiedy zajęła trzecie miejsce w klasyfikacji końcowej Pucharu Świata na 500 m. Wyprzedziły ją wtedy tylko Niemka Monique Garbrecht-Enfeldt oraz Kanadyjka Catriona Le May Doan. Wielokrotnie stawała na podium zawodów PŚ, odnosząc przy tym sześć zwycięstw. Najlepsze wyniki osiągnęła w sezonie 2004/2005, kiedy zwyciężyła w klasyfikacji 100 m. W klasyfikacji tej była też trzecia za Niemką Jenny Wolf oraz Lee Sang-hwa z Korei Południowej w sezonie 2005/2006. W 2007 roku zdobyła brązowy medal w biegu na 500 m podczas dystansowych mistrzostw świata w Salt Lake City, gdzie wyprzedziły ją jedynie Wolf oraz Chinka Wang Beixing. Była też między innymi ósma na sprinterskich mistrzostwach świata w Hamar w 2002 roku. W tym samym roku wzięła udział w igrzyskach olimpijskich w Salt Lake City, zajmując dwunaste miejsce w biegu na 500 m i osiemnaste na dwukrotnie dłuższym dystansie. Na rozgrywanych cztery lata później igrzyskach w Turynie rywalizację w biegu na 500 m zakończyła na piątej pozycji.

### Kolarstwo
Ōsuga osiągała także sukcesy w kolarstwie torowym. Nigdy nie zdobyła medalu mistrzostw świata; jej najlepszym wynikiem jest trzynaste miejsce w wyścigu na 500 m podczas torowych mistrzostw świata w Stuttgarcie w 2003 roku. W tej samej konkurencji wywalczyła srebrny medal na rozgrywanych rok wcześniej igrzyskach azjatyckich w Pusan, gdzie pokonała ją tylko Chinka Jiang Yonghua. Wystąpiła także na igrzyskach olimpijskich w Atenach w 2004 roku, gdzie wyścig na 500 m ukończyła na dziesiątym miejscu.